# Адгилхуа
Адгилхуа (абх. Адгьылхәа) или Земо-Цкаро (груз. ზემო წყარო) — село в Абхазии, в Гулрыпшском районе частично признанной Республики Абхазия, согласно административному делению Грузии — в Гульрипшском муниципалитете Абхазской Автономной Республики. К югу расположено село Цабал (Цебельда), к юго-западу — село Джмашта (Квемо-Цкаро).

## Население
До махаджирства 1867 г. здесь проживало этнографическая группа абхазов-цабальцев. Отсюда было выселено: Быгба (44 двора), Цвацва (35 дворов), Лабиа (11 дворов), Агрба (5 дворов), Куркунаа (4 двора), Агуа (3 двора), Акусба (2 двора), Боджгуа (1 двор), Бутба (1 двор), Гумба (1 двор), Фепуа (1 двор), Коцба (1 двор), Гицба (1 двор), Кур-ипа (1 двор), Кбыджба (1 двор), Ломиа (1 двор), Сейдыкиа (1 двор), Молаа (1 двор), Тамба (1 двор), Трышба (1 двор), Хуапаа (1 двор), Чугуриа (1 двор), Шармат (1 двор).
В 1959 году в селе Земо-Цкаро жил 156 человек, в основном армяне (в Цебельдинском сельсовете в целом — 2225 человек, в основном армяне, а также грузины). В 1989 году в селе жило 150 человек, также в основном армяне.